# Consejería de Cultura e Igualdad de la Junta de Extremadura
La Consejería de Cultura e Igualdad es una consejería que forma parte de la Junta de Extremadura. Su actual consejera y máximo responsable es Leire Iglesias Santiago. Esta consejería aúna las competencias autonómicas en materia de patrimonio cultural, promoción cultural, igualdad, juventud y deportes.
Tiene su sede en la avenida de Valhondo de la capital extremeña, dentro del Complejo Administrativo de Mérida III Milenio.

## Estructura Orgánica
- Consejera: Leire Iglesias Santiago
- Secretaría General
  - Servicio de Personal y Gestión Económica
  - Servicio de Régimen Jurídico y Tramitación
  - Servicio de Contratación y Régimen Interior
  - Servicio de Obras y Proyectos
- Secretaría General de Cultura
  - Servicio de Promoción Cultural
- Dirección General de Bibliotecas, Museos y Patrimonio Cultural
  - Servicio de Patrimonio Cultural y Archivos Históricos
  - Servicio de Bibliotecas y Fomento de la Lectura
  - Servicio de Museos y Artes Visuales
  - Unidad de Protección del Patrimonio Cultural
- Dirección General de Deportes
  - Servicio de Gestión y Formación Deportiva
  - Servicio de Promoción y Entidades Deportivas

## Organismos adscritos
- Instituto de la Mujer de Extremadura
- Instituto de la Juventud de Extremadura
- Consejo de la Juventud de Extremadura